# Ondřej Hrabal
Ondřej Hrabal (* 5. ledna 1995 Uherské Hradiště), publikující jako O. L. Hrabal nebo Ondřej L. Hrabal, je český slamer a básník.

## Život
Získal bakalářský titul na Filozofické fakultě Univerzity Palackého v Olomouci, a to v oborech filozofie anglická filologie. V roce 2021 získal magisterský titul tamtéž, v oborech aplikovaná ekonomická studia a anglická filologie. Absolvoval semestrální studijní pobyty ve Španělsku a Velké Británii.
Podílí se na organizaci rozličných kulturních akcí, mj. ostravského literárního festivalu Inverze nebo literárního programu na Letní filmové škole v Uherském Hradišti. Je ředitelem nakladatelství Nugis Finem Publishing. Mimo to se živí copywritingem a jako editor.

## Dílo

### Básnické sbírky
- Nezkoušej se usmát (JT's nakladatelství, 2019)
- Racci (JT's nakladatelství, 2020)
- Přenašeči závěsů (Bílý Vigvam, 2023)

### Dětské knihy
- Tasemnice hledá byt (Host, 2022)

### Slam poetry
Na slam poetry scénu vstoupil v roce 2014. Je čtyřnásobným finalistou mistrovství ČR. V roce 2018 se stal mistrem ČR.
V listopadu 2019 vystupoval před více než čtvrtmilionovým publikem na největší demonstraci po roce 1989 na pražské Letenské pláni.

### Próza
Spoluautorsky se podílel na románu Ydris: kniha první z fantasy série Odkaz tastedarů.